# Apostolos Katsetis
Apostolos Paul Katsetis (řecky Πολ Κατσέτης; * 19. ledna 1996, Sydney) je řecko-australský fotbalový záložník.

## Klubová kariéra
S fotbalem začínal v Austrálii v Blacktown City Demons. Mezi 15 a 16 rokem života byl hráčem AEK Athény, kde potkával hráče jako Traianos Dellas, Kostas Manolas či Eiður Guðjohnsen. Poté hrál dva roky dorosteneckou ligu za italskou Catanii. Následně působil v australském klubu Western Sydney Wanderers, který v roce 2014 vyhrál asijskou Ligu mistrů.
Začátkem dubna se stal po dvoutýdenních testech posilou slovenského klubu FK AS Trenčín, podepsal smlouvu na 3 roky. Již v létě 2015 však Trenčín opustil.

## Reprezentační kariéra
Nastupoval za řecký mládežnický výběr U17.